# Imazapic
Imazapic (ISO-naam) is een chemische verbinding die gebruikt wordt als herbicide. De stof behoort tot de groep van imidazolinon-herbiciden, samen met imazapyr, imazethapyr, imazamox, imazamethabenz en imazaquin. 
Imidazolinon-herbiciden worden gebruikt voor de bestrijding van een breed gamma aan grassen en andere bedektzadigen. De werking van deze stoffen bestaat uit de inhibitie van een enzym, acetolactaat synthase of ALS (ook bekend als acetohydroxyacid synthase of AHAS), dat nodig is voor de biosynthese van de aminozuren leucine, isoleucine en valine. Sedert 1992 zijn er imidazolinon-tolerante maïs, tarwe, rijst en andere landbouwgewassen op de markt, zodat deze herbiciden kunnen gebruikt worden in de teelt van deze gewassen.
De imidazolinon-herbiciden werden ontwikkeld door American Cyanamid Co. Sedert 2000 wordt imazapic verkocht door BASF, dat de landbouwchemicaliëndivisie van American Cyanamid heeft overgenomen. Merknamen van BASF zijn Plateau en Cadre. Deze producten bevatten het ammoniumzout van imazapic. Ze zijn geregistreerd in de Verenigde Staten. Imazapic is anno 2015 niet toegelaten in de Europese Unie.